# 예외적으로 단순한 모든 것의 이론

〈예외적으로 단순한 모든 것의 이론〉(An Exceptionally Simple Theory of Everything)은 앤토니 개러트 리시(Antony Garrett Lisi)가 2007년 11월 6일 arXiv에 발표한 물리학 논문의 제목이다. 논문의 주장은 표준 모형과 중력에 나타나는 모든 장이 E8 격자를 구성하는 248개의 점을 통해 통합된다는 것이다. 현 시점에서 리시의 논문은 동료검토를 거치거나 전통적인 과학 저널에 발표되지 않았으나, 논문이 발표된 뒤로 많은 전문가 및 일반인들의 관심을 받고 있다. 논문의 제목은 E8이 예외군인 동시에 단순군이라는 것을 이용한 말장난이다.
리시는 현 시점에서 자신의 이론이 불완전함을 인정하는 동시에, 대부분의 끈 이론들과는 달리 2008년 5월에 작동을 시작할 예정인 거대 하드론 충돌기에서 시험될 수 있을 거라고 주장한다. 그러나 발표된 논문은 이론으로부터 각 입자들의 질량을 계산해낼 방법을 제시하지 않았으며, 그런 계산이 어떻게 이루어져야 할지도 불명확한 상태이다.

## 반응
물리학자 피터 보이트(Peter Woit)는 그의 블로그에서 리시의 논문에 대해 "비록 근본적인 문제들에 대한 해답을 제시해주지는 못할지라도, 이런 방법을 연구하는 이가 있다는 것은 기쁜 일이다."라고 평했다. 그는 논문이 발표된 뒤 리시에 대해 가해진 개인적 공격들에 대해 실망했다고 한다. "개러트는 진지하고 능력 있는 연구자로서, 비전통적인 경력을 쌓아 최근에는 FQXI로부터 연구비를 지원받은 사람이다."
경계 연구소(Perimeter Institute)의 사바인 호센펠더(Sabine Hossenfelder)는 최근에 리시에게 고리 양자 중력에 대해 국제 학술회에서 발표할 기회를 주선했으며, 리시의 논문에서 도움을 준 사람들 중 한 명으로 포함되어 있었던 사람이지만, 그럼에도 불구하고 다음과 같이 리시의 논문이 갖는 한계를 지적했다:

이걸 좀 더 명확히 말하자면: 현재의 상태에서, 게러트의 모형은
- 표준 모형의 상호작용들과 중력을 자연스럽게 통합시키지 '않는다'. (양쪽을 다 포함하는 작용을 직접 선택해야 했으므로.)
- 양자 중력을 이해시켜 주지 '않는다'. (양자화에 대해서는 언급하지 않고 있으므로.)
- SM의 매개변수들을 설명하지 '않는다'. (아직 대칭 붕괴의 과정이 제시되지 않았으므로.)
- 우주 상수나 그 값을 설명하지 '않는다'. (위에서 말했듯, 우주 상수가 존재해야 한다고 주장하려면 그 상수가 없이는 불가능하다는 걸 보여야 한다.)
- 위계 문제를 설명하지 '않는다'. (할 방법이 있을 것 같지도 않다.)
- 어째서 우리가 3개의 공간 차원과 1개의 시간같은 차원을 가진 시공간에 살고 있는지를 설명하지 '않는다'.

호센펠더는 전체적으로 리시의 이론에 대해 확고한 평가를 내리지 않았다. 그는 그 이론에 대해 "마음에 드는 부분과 들지 않는 부분이 반반 정도인 것 같다. 나한테 가장 맘에 드는 부분은 예외적 리 군을 이용해 페르미온과 보존을 함께 얻어낸다는 부분이다. 가장 맘에 들지 않는 부분은 올바른 운동방정식을 얻어내기 위해 부여되는 추가 가정들이다"라고 평했다. 그는 또한 논문이 결합 상수를 다루지 않아, 출처를 알 수 없는 거리 단위에 의존하는 데 대해서도 의문을 표시했다. 그러나 그는 마지막에서 "내 생각에 게러트의 논문은 굉장히 중요한 기여가 될 가능성이 있으며, 그의 접근법에 대해 보다 자세히 탐구할 가치가 있다."고 썼다.

## 같이 보기
- 모든 것의 이론